# Арно, Клод
Клод Арно (фр. Claude Arnaud, 9 ноября 1919 года — 1 мая 1999 года в местечке Вуатор (фр. Voiteur) в департаменте Юра (фр. Jura) региона Франш-Конте на востоке Франции) — видный французский дипломат, Чрезвычайный и Полномочный Посол Франции в CCCP с 1981 года по 1985 год.

## Биография

### Учёба
- Выпускник Института политических исследований (Париж), диплом по секции «Государственная служба» (1959 год)[3], учился также в университетах Лиона и Дижона. Принимал участие в движении Сопротивления, награждён военным крестом.

### Дипломатическая карьера
- С 1943 года — на дипломатической службе
- 1943 год — 1945 год — в центральном аппарате МИДа Франции
- 1945 год — 1946 год — в посольстве Франции в США
- 1946 год — 1950 год — в центральном аппарате МИДа Франции
- 1950 год — 1951 год — в канцелярии генерального резидента Франции во французском Марокко
- 1952 год — в центральном аппарате МИДа Франции
- 1952 год — 1955 год — в главном политическом управлении Верховного комиссариата Франции в ФРГ
- 1955 год — в посольстве Франции в ФРГ
- 1955 год — 1959 год — в центральном аппарате МИДа Франции
- 1959 год — 1962 год — первый советник посольства, временный поверенный в делах Франции в Югославии
- 1962 год — 1966 год — первый советник постоянного представительства Франции при ООН[4]
- 1966 год — 1968 год — Чрезвычайный и полномочный Посол Франции в Лаосе[5].
- 1968 год — 1969 год — Чрезвычайный и полномочный Посол Франции в Кении
- 1969 год — 1972 год — в центральном аппарате МИДа Франции: директор европейского департамента
- 1972 год — 1975 год — в центральном аппарате МИДа Франции: заместитель директора политического департамента
- 1975 год — 1979 год — Чрезвычайный и полномочный Посол Франции в Китае
- 1979 год — 1981 год — Чрезвычайный и полномочный Посол Франции, Постоянный представитель Франции при Совете НАТО в Брюсселе[6]
- 1981 год — 1985 год — Чрезвычайный и Полномочный Посол Франции в CCCP
- 7 декабря 1983 года — на заседании совета министров Франции декретом президента республики по представлению министра иностранных дел возведен в особое личное достоинство Посла Франции (пожизненно)[7] Декрет подписан 18 января 1984 года и опубликован в Официальном журнале Французской республики (вступил в силу) 20 января 1984 года[8].
- 1984 год — 1985 год — Чрезвычайный и полномочный Посол Франции в Монголии по совместительству
- С 1985 года — специальный советник при министре внешних сношений Франции.
- 27 марта 1985 года — декретом Президента Франции на заседании Совета министров назначен дипломатическим советником Правительства Франции на один год (с возможностью продления)[9]

### Общественная деятельность
- 1990 — был избран членом президентского совета Общества дружбы Франция-СССР[10]

### Семья
Был женат, супруга — Кристина Гвида (фр. Christine Guida).

### Кончина
Скончался на пенсии в родном городке 1 мая 1999 года на 80-м году жизни.